# Haanina patinifera
Haanina patinifera är en kackerlacksart som först beskrevs av Bolivar 1897.  Haanina patinifera ingår i släktet Haanina och familjen jättekackerlackor. Inga underarter finns listade i Catalogue of Life.